# Горячев, Елисей Иванович
Елисей Иванович Горячев (по другим данным — Евсей, 14 июня 1892 – 12 декабря 1938) — советский военачальник, комкор, кавалер трёх орденов Красного Знамени, полный Георгиевский кавалер. Застрелился, опасаясь ареста.

## Ранние годы
Родился в 1892 году в семье Донского казака на хуторе Песковатском станицы Голубинской Области войска Донского. Окончил хуторскую церковно-приходскую школу.

## Первая Мировая война
В 1912 году был призван на действительную военную службу в казачьи части Русской императорской армии. После окончания учебной команды присвоено воинское звание младшего урядника. В годы Великой войны (1-й мировой войны) находился в действующей армии на Западном и Южном фронтах. Воевал геройски, за что был награждён 4 георгиевскими крестами, став полным георгиевским кавалером.
После февральской революции Горячев был избран председателем полкового комитета 6-го Донского казачьего полка (командиром полка в этот период был полковник (впоследствии генерал) Мамонтов). 

Великую войну окончил в воинском звании подхорунжий.

## Гражданская война
В 1918 году по распоряжению Донского правительства 6-й казачий полк был переведён в Донскую область. По получении приказа командира полка полковника Мамонтова о наступлении на станицу Персиановку, где находились отряды Красной гвардии, личный состав полка, выполняя постановление полкового комитета, отказался его выполнять. Тогда же, на полковом митинге, Горячева единогласно избирают командиром полка. За отказ выполнять приказы Мамонтова Горячев был приговорен Донским правительством к смертной казни через повешение, о чём было объявлено в местной прессе.
В РККА с 1918 года. Член ВКП(б) с 1919.
В 1918—1921 занимал должности: начальника разведки 3-й кавалерийской бригады 4-й кавалерийской дивизии (командир дивизии С. К. Тимошенко), помощника командира Особого кавалерийского полка 1-й Конной армии, командира 11-й кавалерийской бригады 4-й кавалерийской дивизии.
Командовал отрядом и полком, был начальником штаба бригады у Семена Тимошенко, командиром Особой бригады 1-й Конной армии. В 1921—1930 командир кавалерийской бригады.

## 1920—1930-е годы
После гражданской войны продолжал учиться военному делу: успешно окончил Высшие Академические курсы (ВАК) и курсы усовершенствования высшего начсостава (КУВНАС).
В 1930—1933 командир 3-й кавалерийской дивизии 2-го кавалерийского корпуса.
В 1930—1932 слушатель Особой группы Военной Академии имени Фрунзе.
17 мая 1932 — 17 июля 1935 командир 7-й Самарской кавалерийской дивизии Белорусского военного округа.
17 июля 1935 — 31 января 1938 командир 6-го кавалерийского корпуса Белорусского военного округа.
20 ноября 1935 года приказом народного комиссара обороны СССР № 2395 ему было присвоено военное звание комдива.
Депутат Верховного Совета СССР первого созыва.
В июне 1937 был назначен членом Специального судебного присутствия Верховного Суда СССР, рассмотревшего дело по обвинению Тухачевского и других военачальников.
Был назначен заместителем командующего войсками Киевского военного округа по кавалерии.
4 февраля 1938 ему присвоено военное звание комкора.
26 июля 1938 назначен командующим войсками Кавалерийской армейской группы Киевского ОВО.
12 декабря 1938 застрелился, опасаясь ареста, вскоре после доноса, который написал на него С. М. Кривошеин.

## Награды

### Российская империя
- Георгиевский крест 1-й степени
- Георгиевский крест 2-й степени
- Георгиевский крест 3-й степени
- Георгиевский крест 4-й степени

### СССР
Награждён тремя орденами Красного Знамени (1.08.1922, 10.08.1922, 22.02.1930)